# Amarínties
Les Amarínties (en grec antic: Ἀμαρύνθια, Amarýnthia o Amarísies (Ἀμαρύσια, Amarýsia) eren unes festes de l'antiga Grècia dedicades a Àrtemis Amaríntia (o Amarísia) que se celebraven a Amarint, una ciutat d'Eubea. Aquest festival també se celebrava a alguns llocs de l'Àtica, com a Àtmonon i a la mateixa Atenes, però era menys espectacular.
Es feien grans processos amb tota mena de luxes. Tres mil hoplites armats, sis-cents cavallers i seixanta carruatges marcaven el recorregut, tal com explica Estrabó, que havia vist al temple d'Àrtemis Amaríntia una columna posada pels habitants d'Erètria en record de la celebració.